# Małgorzata Zwiercan
Małgorzata Grażyna Zwiercan z domu Gasperowicz (ur. 6 lipca 1958 w Gdyni) – polska polityk, terapeutka i przedsiębiorca, działaczka opozycji demokratycznej w okresie PRL, w latach 2015–2019 posłanka na Sejm VIII kadencji, w latach 2021–2023 komendant główny Ochotniczych Hufców Pracy.

## Życiorys
W drugiej połowie lat 80. związana z Solidarnością Walczącą. Brała udział w nadawaniu audycji radiowych, zajmowała się redakcją techniczną biuletynu „Poza Układem” oraz dystrybucją wydawnictw drugiego obiegu. Pomagała także ukrywającym się działaczom SW. W 1990 uczestniczyła w prezydenckiej kampanii wyborczej Kornela Morawieckiego.
W okresie III RP przez ponad 20 lat nie angażowała się politycznie. Ukończyła studium terapii uzależnień w jednostce akredytowanej przez PARPA. W 2013 została zawodowym instruktorem terapii uzależnień. Zajęła się również prowadzeniem własnej działalności gospodarczej w tym sektorze. Była fundatorką Kaszubskiej Fundacji Podaruj Dzieciom Nowe Życie oraz współorganizatorką Fundacji Pomorska Inicjatywa Historyczna. Później uzyskała magisterium z zarządzania i inżynierii produkcji w Gdańskiej Szkole Wyższej. Odbyła studia podyplomowe typu Executive MBA, a także studia podyplomowe z zarządzania w ochronie zdrowia i zarządzania w agrobiznesie.
W wyborach parlamentarnych w 2015 kandydowała do Sejmu w okręgu gdyńskim z pierwszego miejsca na liście komitetu wyborczego wyborców Kukiz’15, zorganizowanego przez Pawła Kukiza. Uzyskała mandat posłanki VIII kadencji, otrzymując 11 822 głosy. W Sejmie została przewodniczącą Komisji Polityki Senioralnej i członkinią Komisji Zdrowia. Dołączyła do kilku zespołów parlamentarnych, m.in. została przewodniczącą Parlamentarnego Zespołu ds. Rozwiązywania Problemów Uzależnień oraz wiceprzewodniczącą Parlamentarnego Zespołu ds. Dzieci.
14 kwietnia 2016, podczas głosowania nad wyborem sędziego Trybunału Konstytucyjnego, oddała głos za nieobecnego Kornela Morawieckiego. Tego samego dnia posłanka została wykluczona z klubu Kukiz’15. 18 maja tego samego roku współtworzyła koło poselskie Wolni i Solidarni (pod przewodnictwem Kornela Morawieckiego), zostając jego sekretarzem. 18 listopada 2016 zarejestrowała, wspólnie z Kornelem Morawieckim i Ireneuszem Zyską, partię o tej samej nazwie, z której później wystąpiła. W lutym 2019 w związku z głosowaniem „na dwie ręce” prokurator Prokuratury Okręgowej w Warszawie postawił jej zarzut przekroczenia uprawnień służbowych. W listopadzie tego samego roku prokurator skierował akt oskarżenia o czyn z artykułu 231 kodeksu karnego. Proces w tej sprawie rozpoczął się w październiku 2021. W czerwcu 2022 została za to nieprawomocnie skazana m.in. na karę 1 roku pozbawienia wolności z warunkowym zawieszeniem jej wykonania na okres 2 lat próby, orzeczono grzywnę oraz zakaz zajmowania stanowiska funkcjonariusza publicznego w jednostkach administracji rządowej i samorządowej na okres pięciu lat. W styczniu 2023 Sąd Okręgowy w Warszawie złagodził karę poprzez orzeczenie wyłącznie grzywny oraz skrócenie okresu zakazu zajmowania stanowisk do dwóch lat.
30 września 2019, w związku z rozpadem koła poselskiego WiS po śmierci Kornela Morawieckiego, została posłanką niezrzeszoną. W wyborach w tym samym roku nie uzyskała poselskiej reelekcji, kandydując z gdyńskiej listy Prawa i Sprawiedliwości (otrzymała 7879 głosów). Już po wyborach, przed końcem upływającej kadencji, przystąpiła w Sejmie do klubu PiS. W grudniu 2019 została zatrudniona jako ekspert w Kancelarii Prezesa Rady Ministrów.
W październiku 2021 została komendantem głównym Ochotniczych Hufców Pracy. Powołano ją w skład Rady do Spraw Działaczy Opozycji Antykomunistycznej oraz Osób Represjonowanych z Powodów Politycznych. Funkcję komendanta głównego OHP pełniła do grudnia 2023.
Weszła w skład komitetu wspierającego kandydaturę Karola Nawrockiego na prezydenta RP w wyborach w 2025.

## Odznaczenia
- Krzyż Kawalerski Orderu Odrodzenia Polski (2011)[24]
- Krzyż Wolności i Solidarności (2016)[25]
- Medal „Pro Patria” (2019)[26]
- Medal 100-lecia Odzyskania Niepodległości (2019)[27]
- Odznaka honorowa „Zasłużony dla Kultury Polskiej” (2016)[28]
- Odznaka honorowa „Działacza opozycji antykomunistycznej lub osoby represjonowanej z powodów politycznych” (2017)
- Krzyż Solidarności Walczącej[6]

## Życie prywatne
Zamężna z Romanem Zwiercanem.